# Delia cameroonica
Delia cameroonica är en tvåvingeart som beskrevs av Ackland 2008. Delia cameroonica ingår i släktet Delia och familjen blomsterflugor.
Artens utbredningsområde är Kamerun. Inga underarter finns listade i Catalogue of Life.